# Grimault
Grimault [ɡʁimo] ist eine französische Gemeinde mit 111 Einwohnern (Stand: 1. Januar 2022) im Département Yonne in der Region Bourgogne-Franche-Comté (vor 2016 Bourgogne) im Osten Frankreichs. Die Gemeinde gehört zum Arrondissement Avallon und zum Kanton Chablis (bis 2015 Noyers). 

## Geografie
Grimault liegt etwa 35 Kilometer ostsüdöstlich von Auxerre am Serein. Umgeben wird Grimault von den Nachbargemeinden Noyers im Norden, Jouancy im Osten, Sarry im Osten und Südosten, Massangis im Süden, Joux-la-Ville im Südwesten sowie Nitry im Westen und Nordwesten.

## Einwohnerentwicklung
| Jahr                      | 1962 | 1968 | 1975 | 1982 | 1990 | 1999 | 2006 | 2013 |
| ------------------------- | ---- | ---- | ---- | ---- | ---- | ---- | ---- | ---- |
| Einwohner                 | 172  | 138  | 133  | 133  | 122  | 118  | 126  | 123  |
| Quelle: Cassini und INSEE |      |      |      |      |      |      |      |      |

## Sehenswürdigkeiten
- Kirche Sainte-Barbe

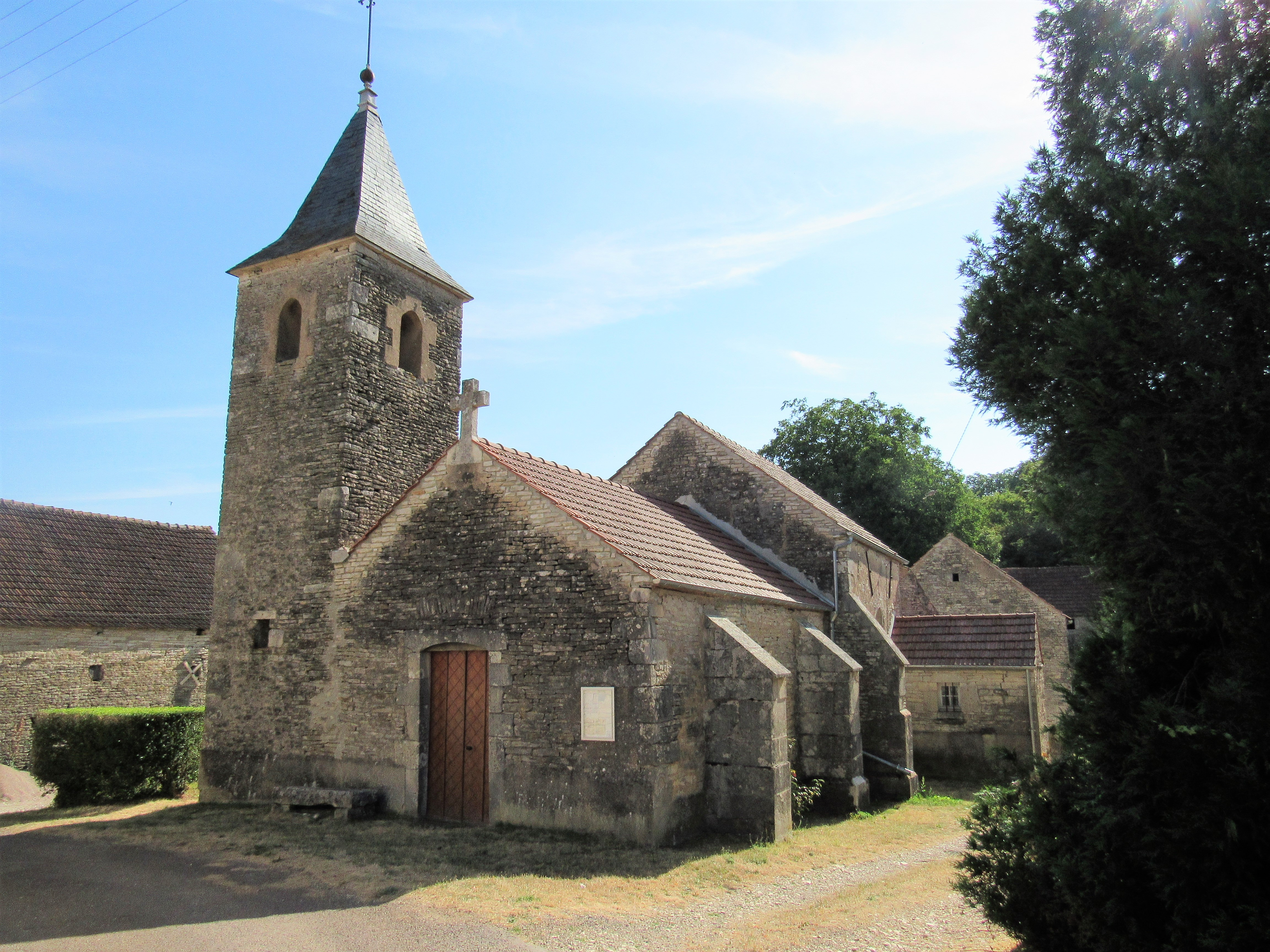
Kirche Saint-Edmé

- Kirche Saint-Edmé im Ortsteil Villiers la Grange
- Prieuré de Cours (Prämonstratenserpriorat von Cours)

## Persönlichkeiten
- Paul Adolphe Kauffmann (1849–1940), Zeichner und Illustrator